# Глютелины
Глютели́ны (от лат. gluten — «клей») — группа проламин-подобных белков, присутствующих в семенах некоторых злаков. Наиболее распространённым глютелином является глютенин, который содержится в пшенице (в клейковине), в рисе содержится оризенин.

## Состав
Глютелины богаты гидрофобными аминокислотами; содержание фенилаланина, валина, тирозина, пролина и лейцина в них доходит до 45 %. Считается, что не для всех глютелинов характерен специфический аминокислотный профиль.

## Физические свойства
Глютелины хорошо растворимы в разбавленных растворах кислот, щелочей, детергентов, хаотропных агентов и восстановителей.

## Распространённость
Из семян пшеницы был выделен глютенин. Другие глютелины выделены из ячменя и ржи.
Глютелины являются основными запасными белками эндосперма риса.
У риса известно две типичных группы глютелинов: высокомолекулярные глютелины и низкомолекулярные. Во время запекания хлеба глютелины объединяются между собой и с другими белками через дисульфидные связи, формируя сложную трёхмерную белковую сеть.

## Применение в медицине
Высокомолекулярные глютелины (глютенин) злаков из трибы пшенициевых (Triticeae) может быть сенсибилизирующим агентом при целиакии у лиц, с антигеном HLA-DQ8 II класса (на 2006 год данный антиген еще не охарактеризован на уровне эпитопа).